# Брютт, Адольф
Адольф Брютт (нем. Adolf Brütt; 10 мая 1855, Хузум, Шлезвиг — 6 ноября 1939, Бад-Берка, Тюрингия) — немецкий скульптор, профессор Веймарской школы скульптуры (с 1905).

## Жизнь и творчество
А. Брютт первоначально учился в Киле на каменотёса. Получив стипендию, поступил в Берлинскую академию искусств, которую оканчил в 1878 году. Был учеником скульптора Леопольда Рау, затем работал в мюнхенской мастерской Карла Бегаса.
В 1883—1905 годах скульптор жил и работал в Берлине. В 1883 году он женился и в этом же году открыл в столице Германии свою мастерскую. Вскоре к нему пришла международная известность, его статуи Рыбак (1887), Ева (1889) и Танцующая с мечом (1891/1893) принесли Брютту золотую медаль парижской Всемирной выставки в 1900 году. А. Брютт был одним из основателей художественного движения Мюнхенский сецессион. Начиная с 1902 года значительное внимание скульптор уделял своему родному городу Хузум (например, создал для него знаменитый комплекс Источник Тины) и Шлезвиг-Гольштейну вообще (памятники для городов Киль, Фленсбург, Тённинг и др.). Для берлинской Аллеи Победы (открыта в 1901 году) А. Брютт в 1898—1899 годах изваял мраморные статуи Оттона Ленивого и Фридриха Вильгельма II. Для Берлина он также создал знаменитую скульптуру, изображающую историка Теодора Моммзена (1909).
В 1905—1910 годах скульптор жил и работал в Веймаре. Он стал основателем веймарской Школы скульптуры и литейной мастерской, открытой 1 ноября 1905 года. В 1910 году Брютт вернулся в Берлин, и в школе его заменил Готлиб Эльстер. Перед этим учебным заведением, превращённым затем веймарским Баухаузом в свою Школу прикладного искусства (с 1996 — входит в список Всемирного наследия ЮНЕСКО в Германии) вплоть до 1926 года стояла скульптура Девочка (1907) работы А. Брютта. Для города Киля А. Брютт создал — в дополнение к презентованной Килю статуи Танцующей с мечом — бронзовую фигуру Роланда. В 1908 году скульптор со своими учениками в Веймаре создал серию мраморных рельефов в честь немецких поэтов и композиторов для открывающегося нового Веймарского национального театра.
А. Брютт был членом Прусской академии художеств и её сенатором.

## Галерея

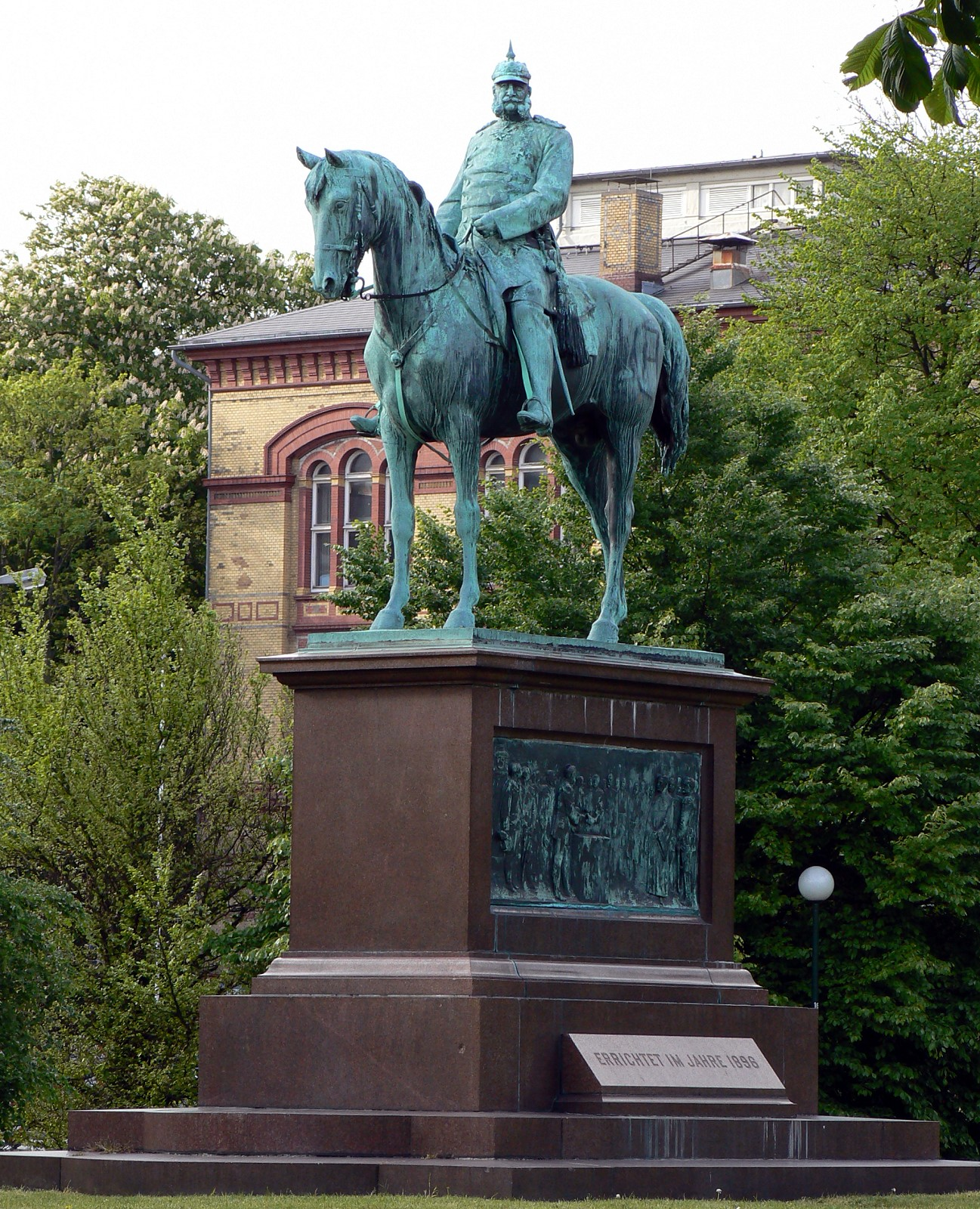
Конная статуя Вильгельма I, Киль
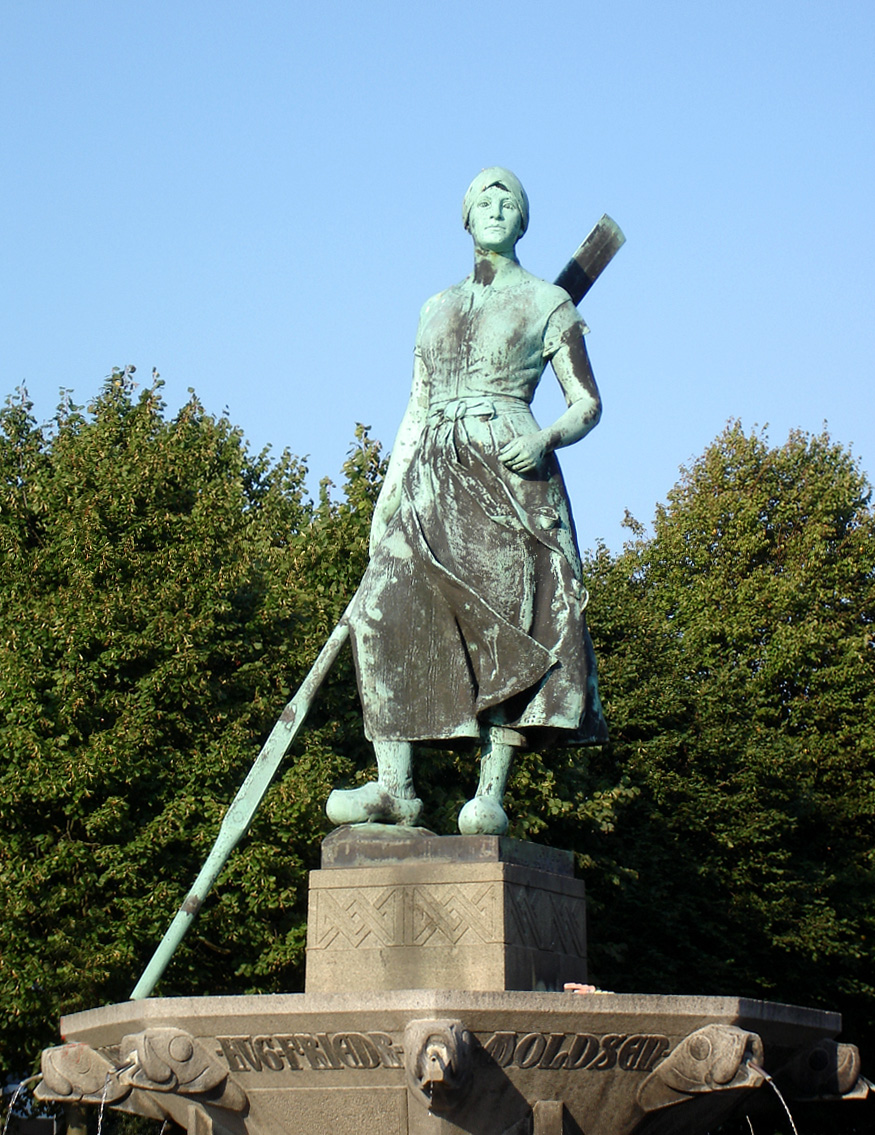
Источник Тины, Хузум
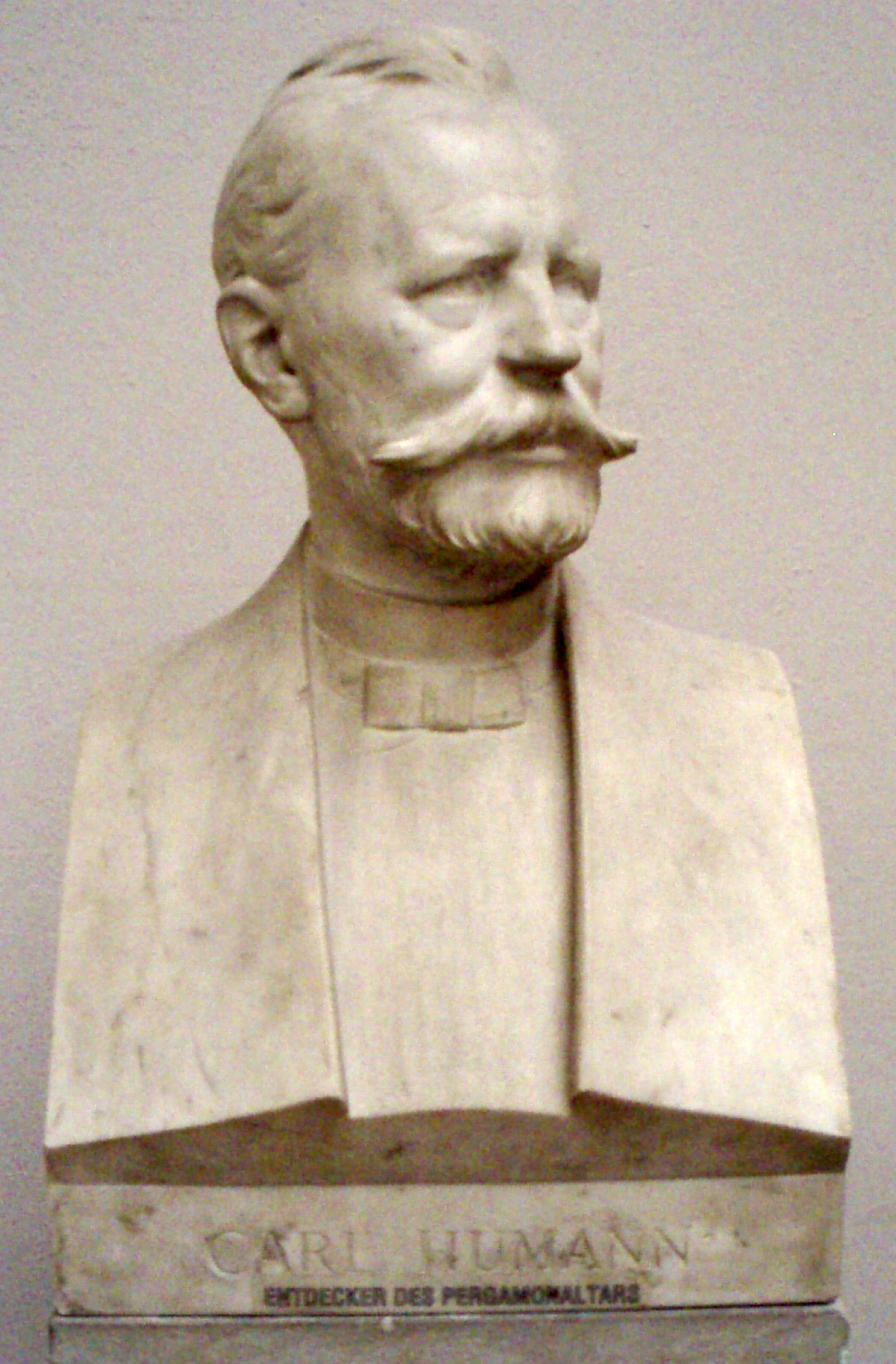
Бюст Карла Хумана, Берлин, музей Пергамон
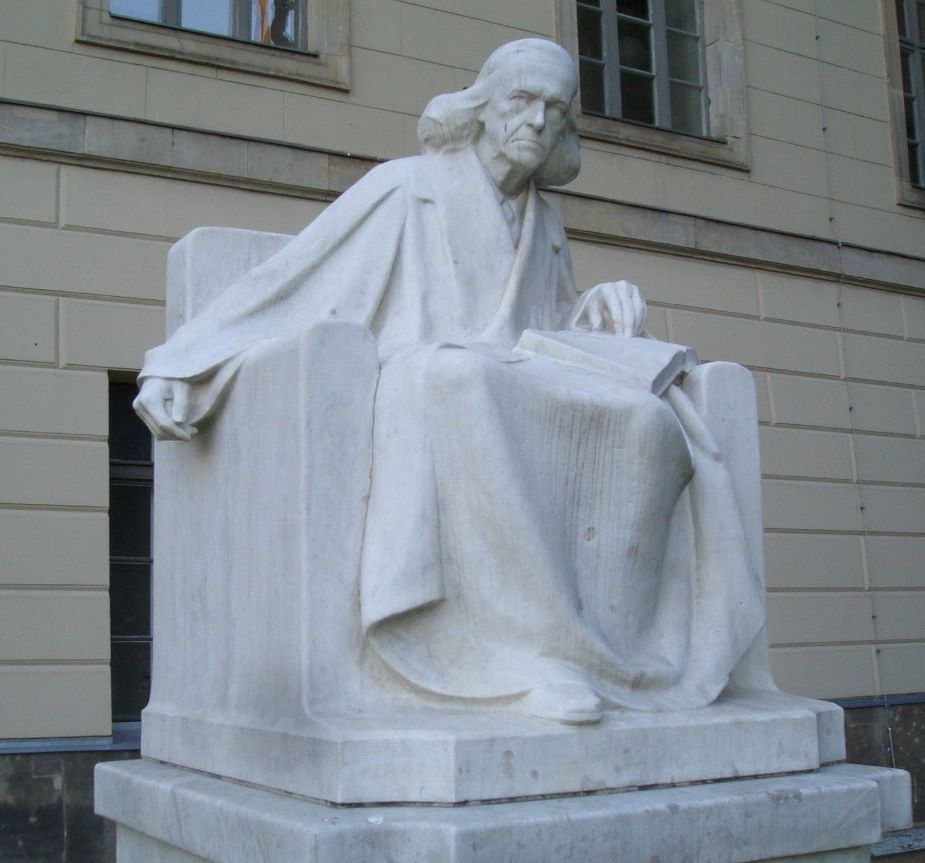
Памятник Теодору Моммзену перед Гумбольдским университетом, Берлин
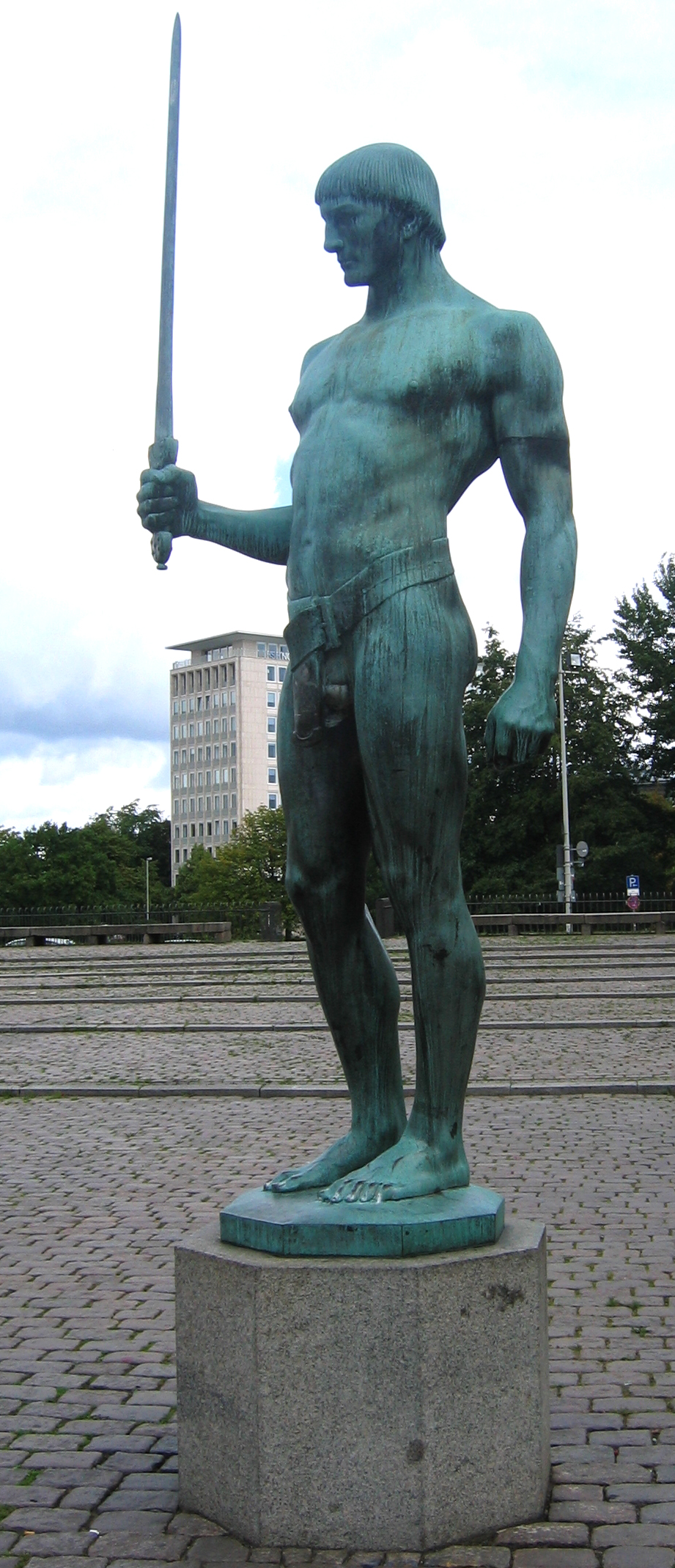
Роланд-меченосец, Киль, ратуша
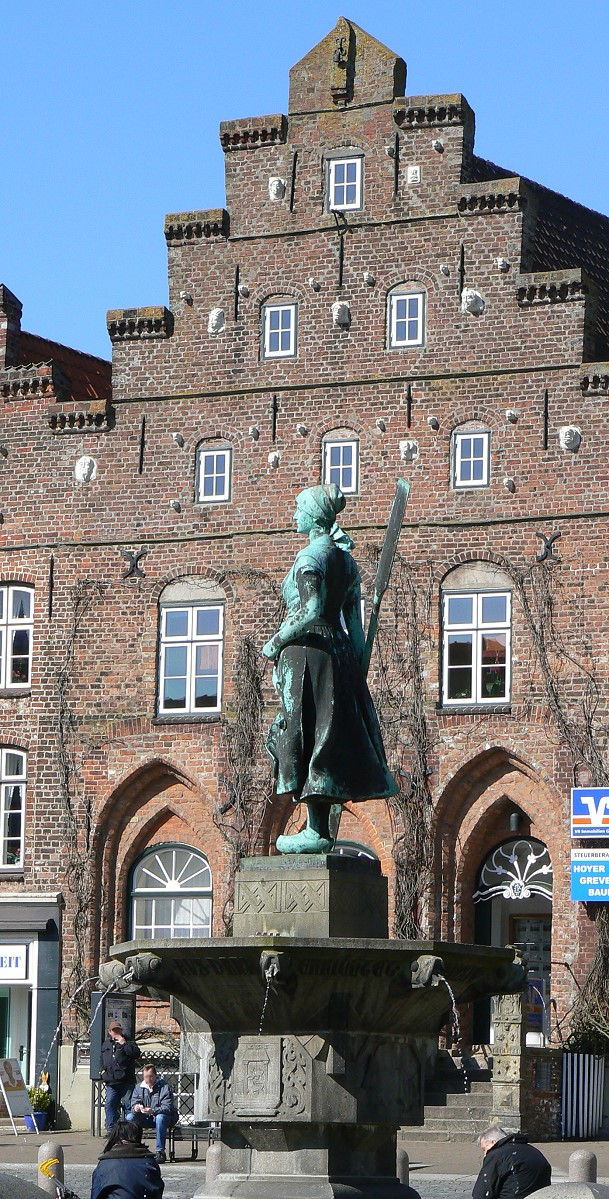
Источник Тины, Хузум
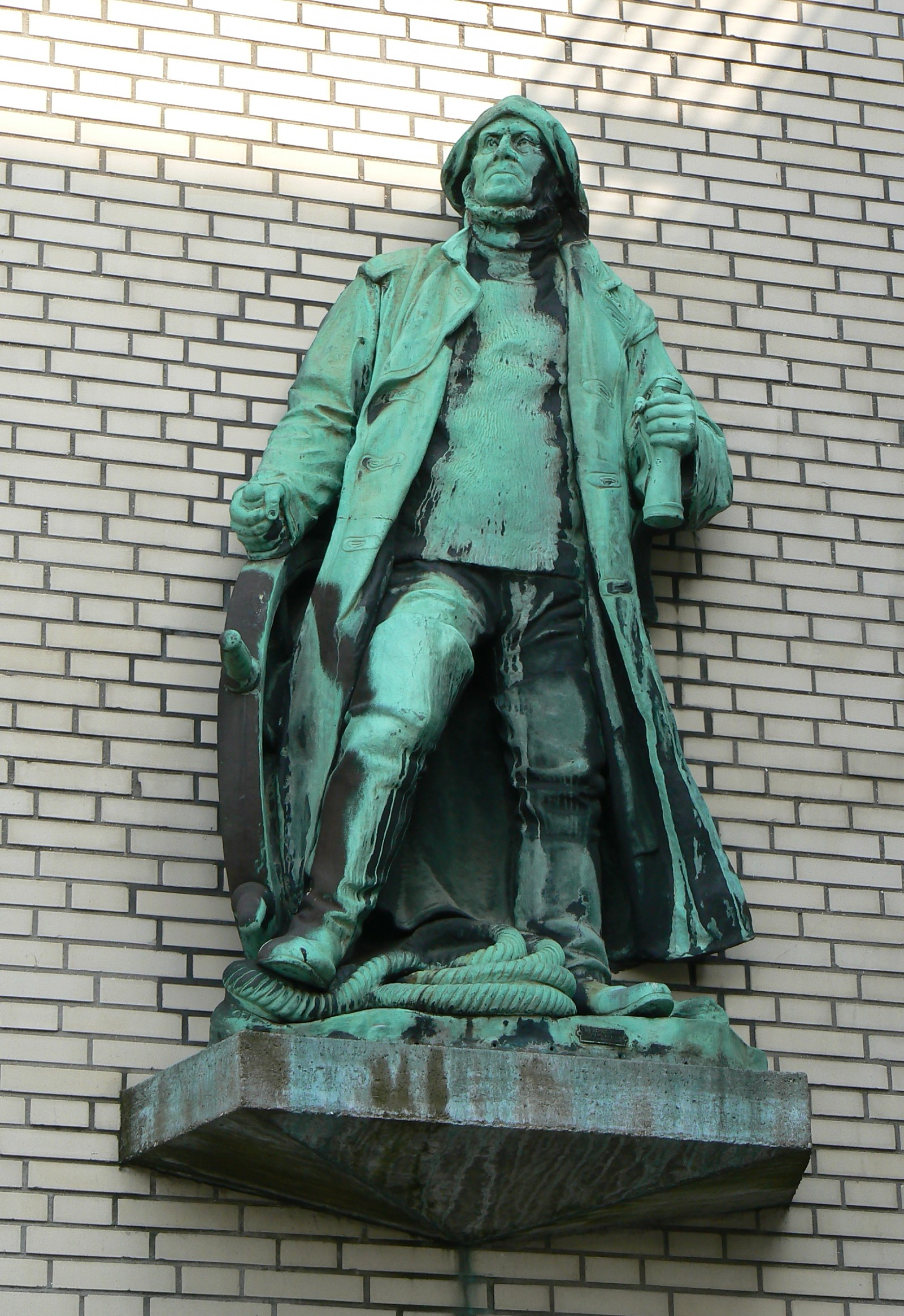
Лоцман, Киль
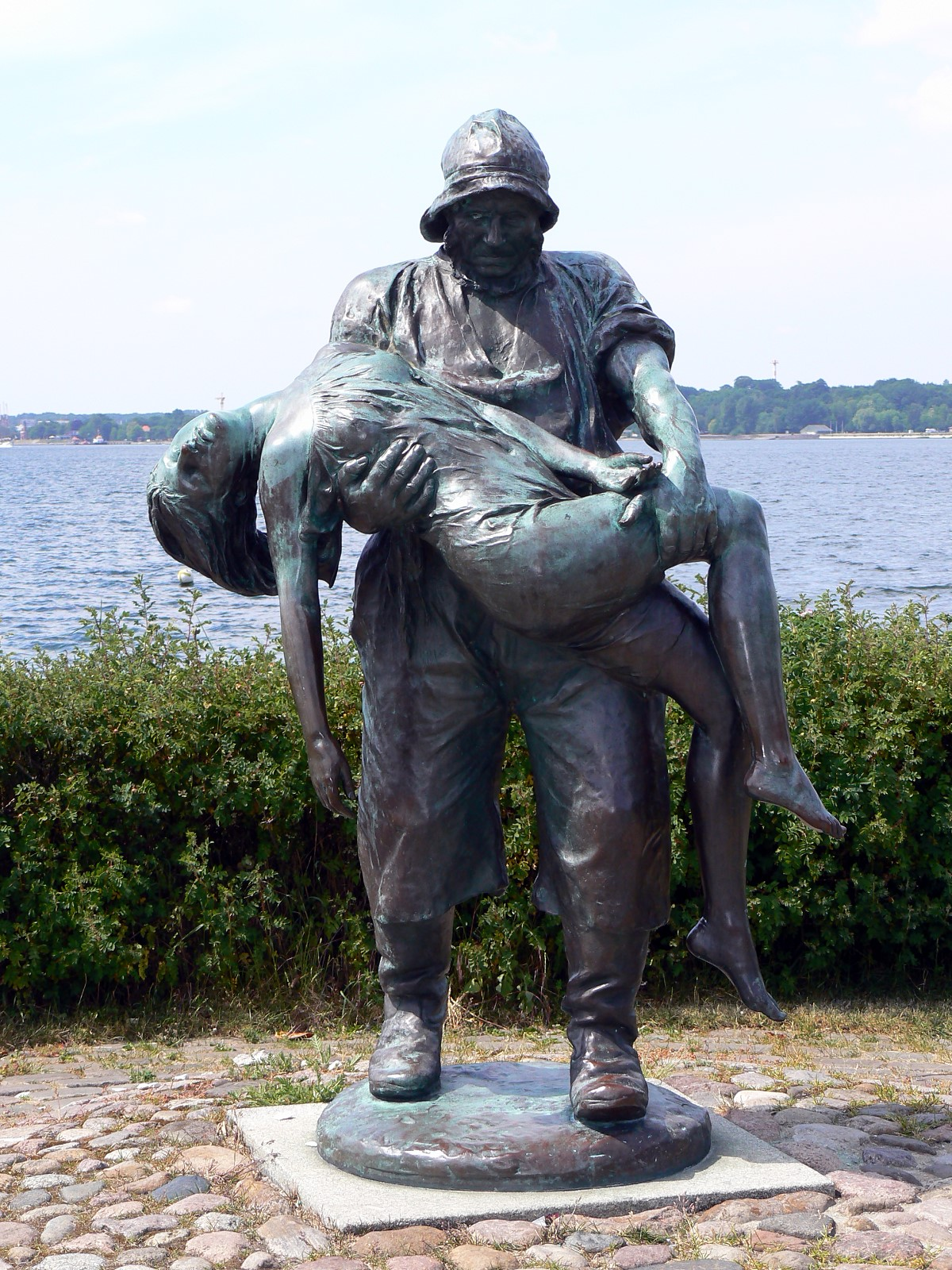
Спасённая, Хейкендорф
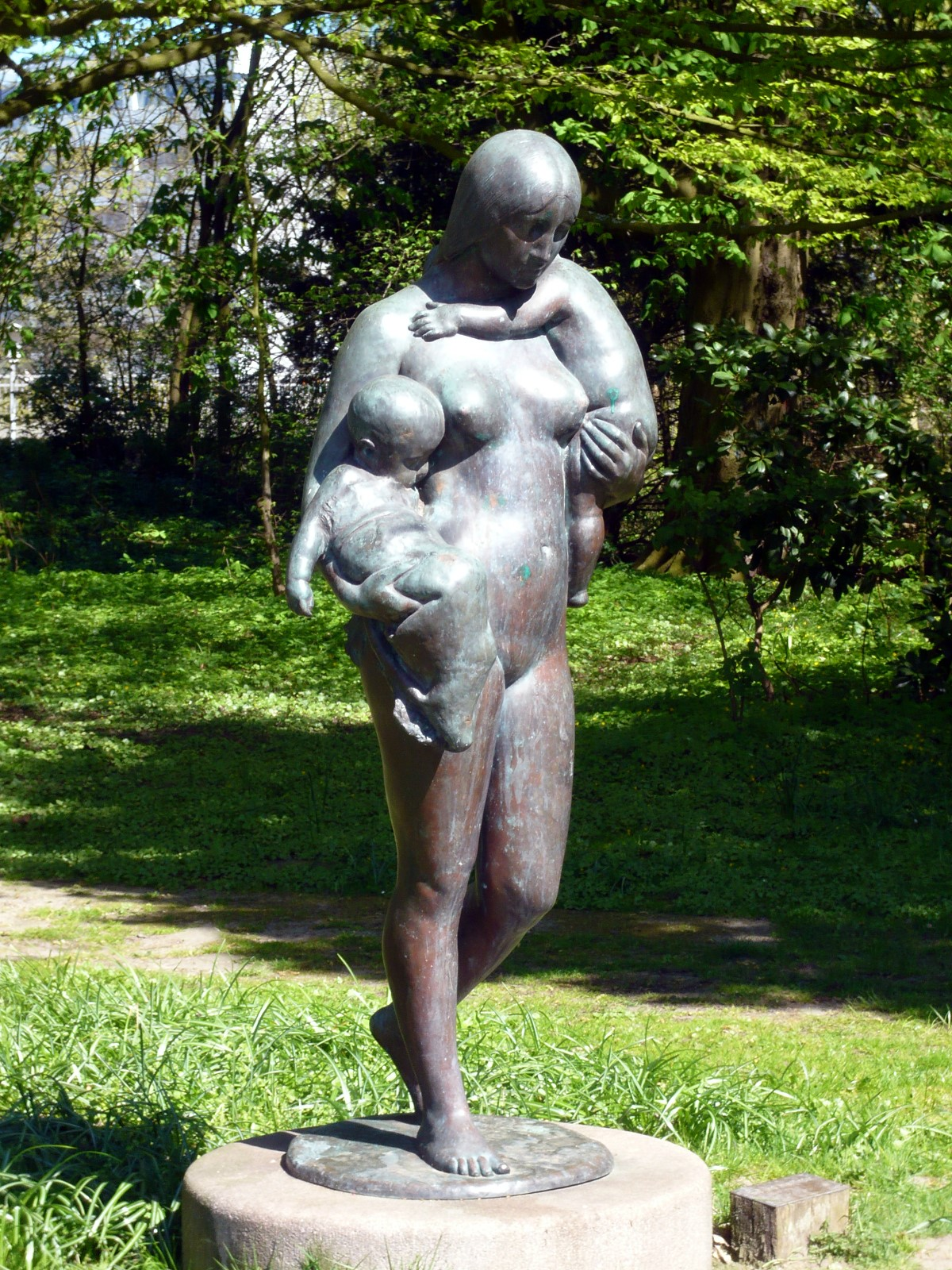
Ева и её дети, Рендсбург